# Josh Duinker
Joshua Frederick Drinker, detto Josh (Sydney, 18 aprile 1989), è un ex cestista australiano con cittadinanza olandese.

## Palmarès
- Coppa d'Ungheria: 1

Körmend: 2016